# Granatwerfer 42
El 12 cm Granatwerfer 42 («llançagranades [model] 42» en alemany, oficialment 12 cm GrW 42) era un morter utilitzat per l'Exèrcit Alemany (Wehrmacht) durant la Segona Guerra Mundial.
Desenvolupat el 1942, el morter de 12 cm GrW 42 jurcava donar suport de proximitat a la infanteria alemanya amb una eficiència superior als altres morters usats en aquell temps. Era una arma molt similar al morter usat per la Unió Soviètica en el Front Oriental, que per la seva part era una millora del morter francès de 120 mm Brandt Mle 35. El morter de 120 mm Brandt Mle 35 va ser utilitzat en quantitats limitades durant la batalla de França, i va ser exportat a altres països (com la Unió Soviètica) abans de l'ocupació del país el 1940. El morter soviètic PM 38 de 120 mm va ser capturat en grans quantitats durant la Segona Guerra Mundial en el Front Oriental i utilitzat per les forces de la Wehrmacht i altres països de l'Eix abans de la introducció dels morters de disseny propi. Les unitats capturades pels alemanys van rebre la designació de 12 cm Granatwerfer 378 (r).
El Granatwerfer 42 constava d'una base circular, com els morters anteriors de disseny soviètic, i el canó, que reposava sobre un dospeus. Pel gran pes de l'arma (280 kg), es feia servir un eix amb dues rodes, que permetia arriar-la cap a l'acció. L'eix es podia retirar prestament abans de disparar.